# Krajobraz rolniczy południowej Olandii
Krajobraz rolniczy południowej Olandii (szw. Södra Ölands Odlingslandskap) – obiekt kulturowy znajdujący się w Szwecji, obejmujący obszar ok. 56 tys. ha w południowej części wyspy Olandia położonej na Bałtyku u południowo-wschodnich wybrzeży tego kraju. W 2000 roku został wpisany na listę światowego dziedzictwa UNESCO.
W skład obiektu wchodzą również wpisane na listę konwencji ramsarskiej rezerwat przyrody Ottenby (szw. Ottenby naturreservat) oraz fragmenty wschodniego wybrzeża Olandii (szw. Ölands ostkust), a także kilkanaście obszarów Natura 2000.

## Charakterystyka

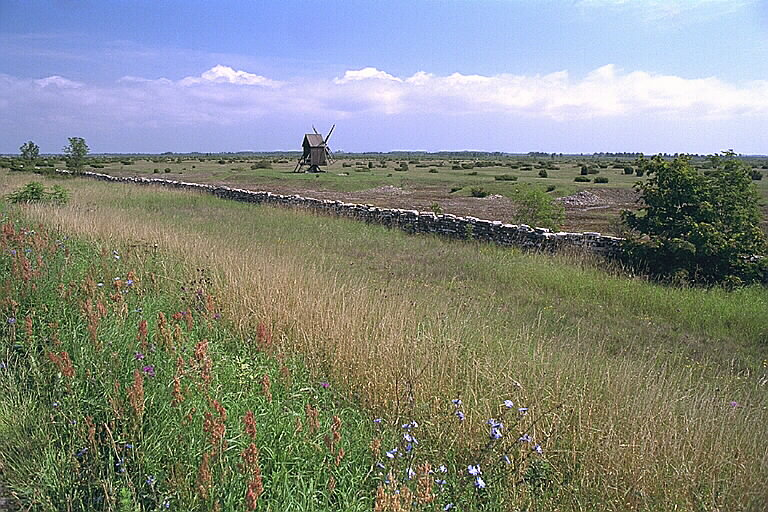
Krajobraz rolniczy południowej Olandii (2000)

Wpisany na listę światowego dziedzictwa teren obejmuje południową część wyspy Olandia i zajmuje powierzchnię 56 323 ha (w tym 6069 ha obszaru Morza Bałtyckiego) w regionie administracyjnym (län) Kalmar. Dominującym elementem krajobrazu jest położony w środkowej części wyspy wapienny płaskowyż (alvar) Stora alvaret o powierzchni 250 km²; częściowo pokryty cienką warstwą gleby, a częściowo odsłoniętą skałą macierzystą z występującymi miejscami soczewkami osadów, czasem pokrytymi torfowiskami. Wzdłuż zachodniego wybrzeża Olandii przebiega grzbiet Västra Landborgen o wysokości 20–40 m oraz rozciąga się szeroka na 3 km równina przybrzeżna Mörbylånga z najbardziej żyznymi glebami na wyspie. Na zachodzie położonych jest również większość wsi. Wzdłuż wschodniego brzegu biegnie z kolei kompleks wyniesionych teras morskich Östra Landborgen.

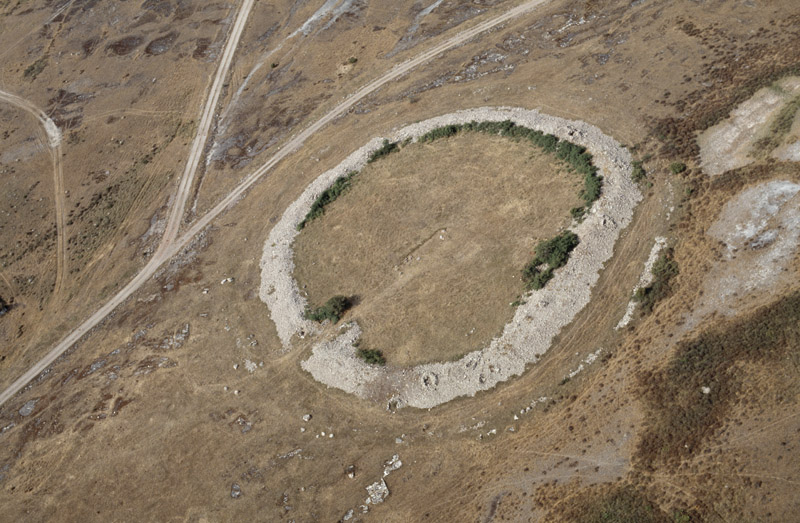
Osada Triberga z lotu ptaka (1992)

Na terenie południowej Olandii znajduje się duża liczba stanowisk archeologicznych. Odnalezione w Alby pozostałości osady świadczą o przybyciu na wyspę prehistorycznych łowców-zbieraczy już 8000 lat temu. Zamieszkiwali oni Olandię prawdopodobnie przez ok. 2000 lat. W Resmo na szczycie Västra Landborgen odkryto grobowce korytarzowe świadczące o osadnictwie ciągłym trwającym na wyspie od okresu neolitu (od ok. 5000 lat). Szereg dużych kopców grzebalnych z epoki brązu rozmieszczonych na linii północ-południe znajduje się w obrębie Stora alvaret, natomiast dowodami intensywnego osadnictwa w epoce żelaza są rozsiane po całej południowej części Olandii fundamenty domostw, pozostałości murów z kamienia wapiennego oraz małe cmentarze. Z późnej epoki żelaza pochodzą twierdze oraz wioski o charakterze obronnym – Sandby, Bårby, Triberga, Träby oraz Eketorp – składające się z masywnych wałów i rowów otaczających domy mieszkalne i warsztaty.

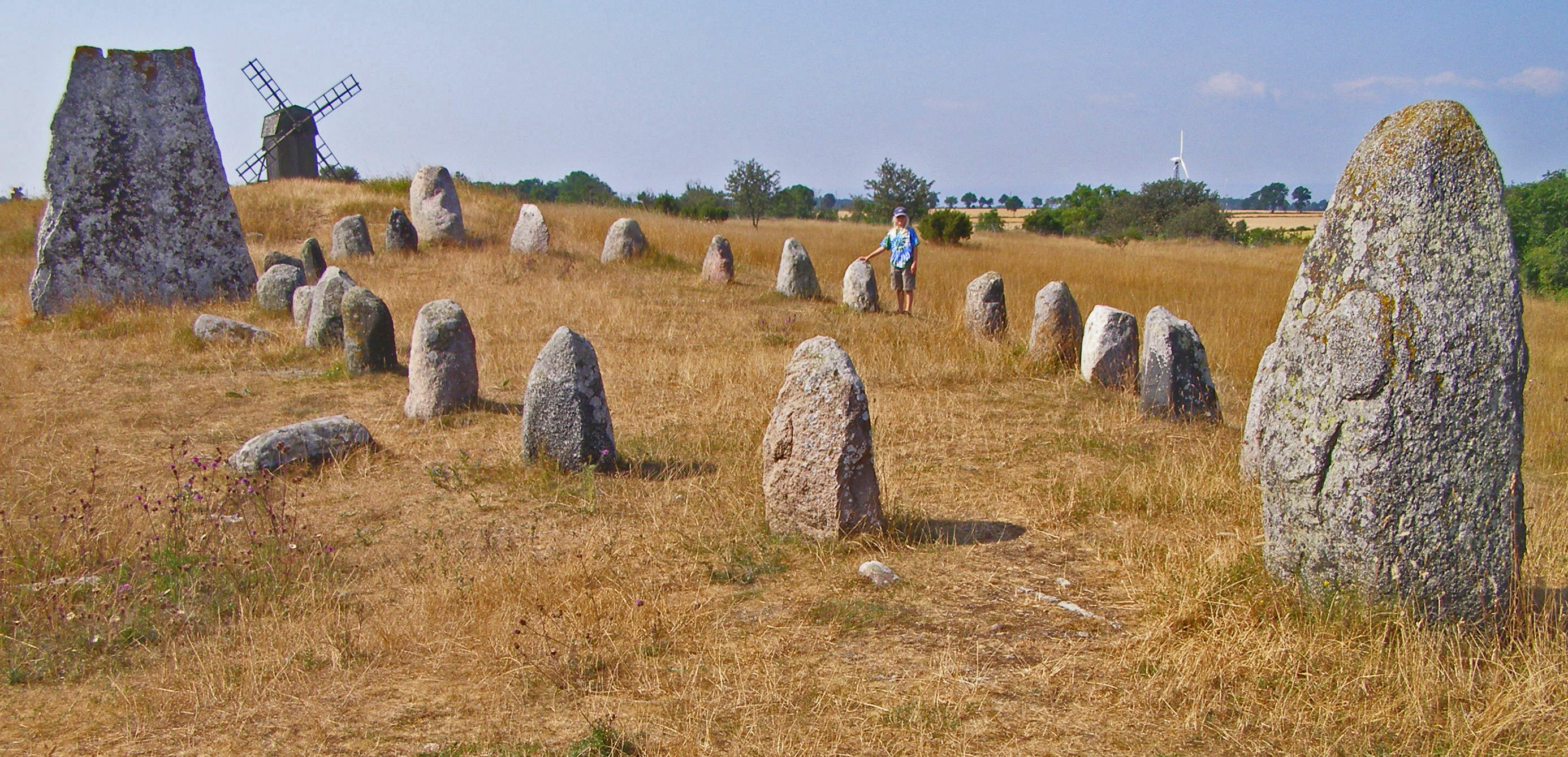
Cmentarzysko w Gettlinge (2006)

W średniowieczu formalnie rozplanowane zostały poszczególne wsie znajdujące się na tym obszarze. Mają one charakter ulicówek z prostokątnymi działkami, których wielkość była proporcjonalna do przydziału gruntów ornych i pastwisk każdemu gospodarstwu. Grunty orne i łąki zakładane były w pobliżu zabudowań gospodarczych, zaś pastwiska zakładano dalej, na terenie alvaru lub na samym wybrzeżu. Krajobraz ten zachował się w prawie niezmienionej formie do czasów współczesnych, a miejscowa ludność wciąż zajmuje się uprawą roli oraz hodowlą zwierząt (głównie bydła, a także trzody chlewnej i drobiu), stosując metody znane od tysiącleci.